# Château Perrier
Le château Perrier est un bâtiment construit pour Charles Nicolas Perrier par l'architecte sparnacien Eugène Cordier, il accueille aujourd'hui le musée du vin de Champagne et d'Archéologie régionale. Il est situé avenue de Champagne à Épernay, en Grand Est.   

## Histoire

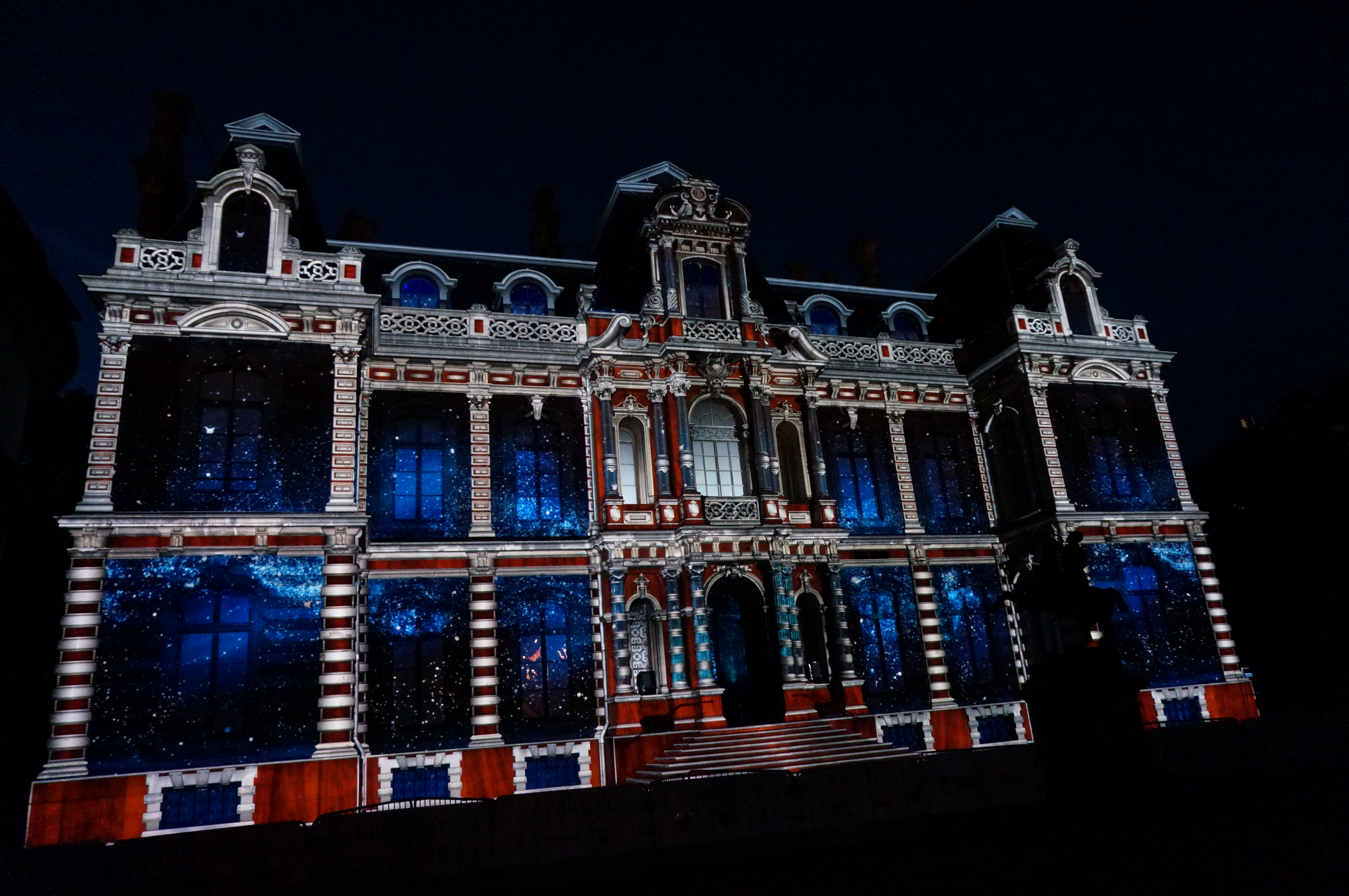
Lors du son et lumière estival.
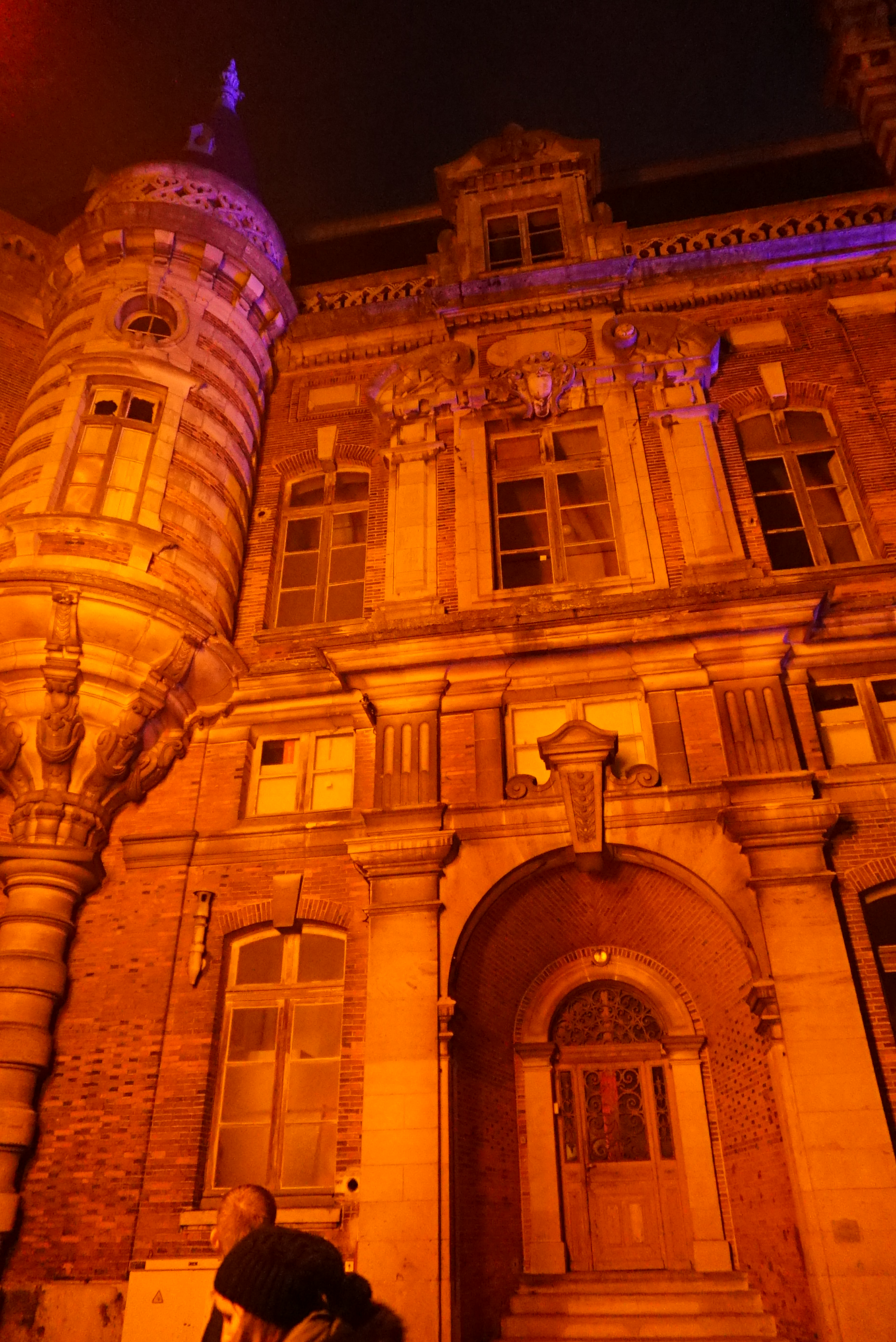
Porte latérale.
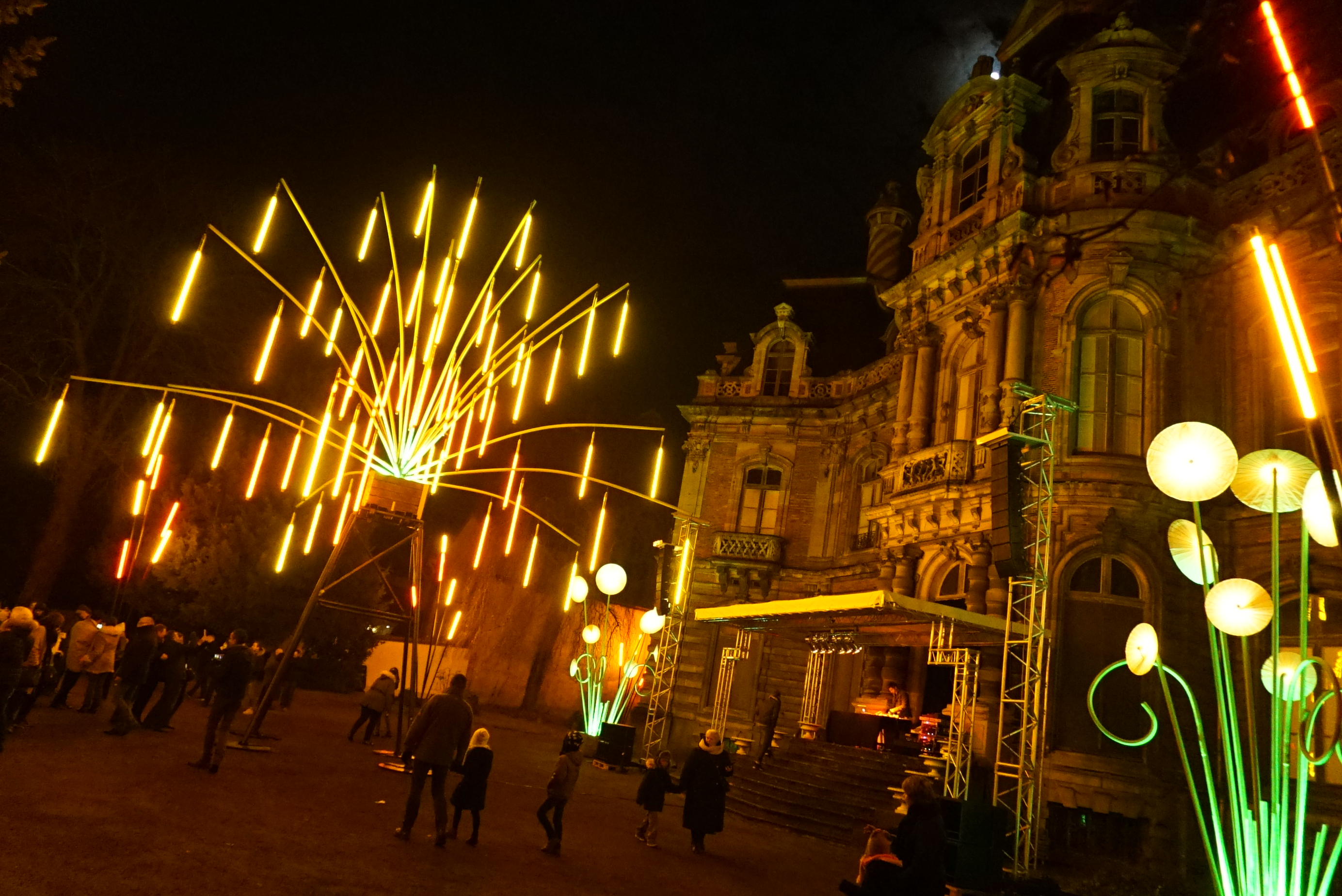
Côté jardin, installation TILT de 2016.

### Château de la famille Perrier-Jouët
Le château a été construit pour Charles Perrier, négociant, fils de Pierre-Nicolas Perrier-Jouët qui a fondé la maison de Champagne Perrier-Jouët en 1811. Les travaux débutent en 1852 avec le creusement des caves sous le pavillon Ouest puis le bâtiment principal. Une date, 1854, est inscrite sur le fronton supérieur de la lucarne, elle fait référence à la fin des travaux de maçonnerie du bâtiment. Les travaux seront officiellement achevés en 1857, ils ont coûté environ un million de francs,. 
Le château est construit sur un lieu stratégique pour le commerce : il se trouve à proximité de la ligne de chemin de fer Paris-Strasbourg et sur le passage de la voie royale. 

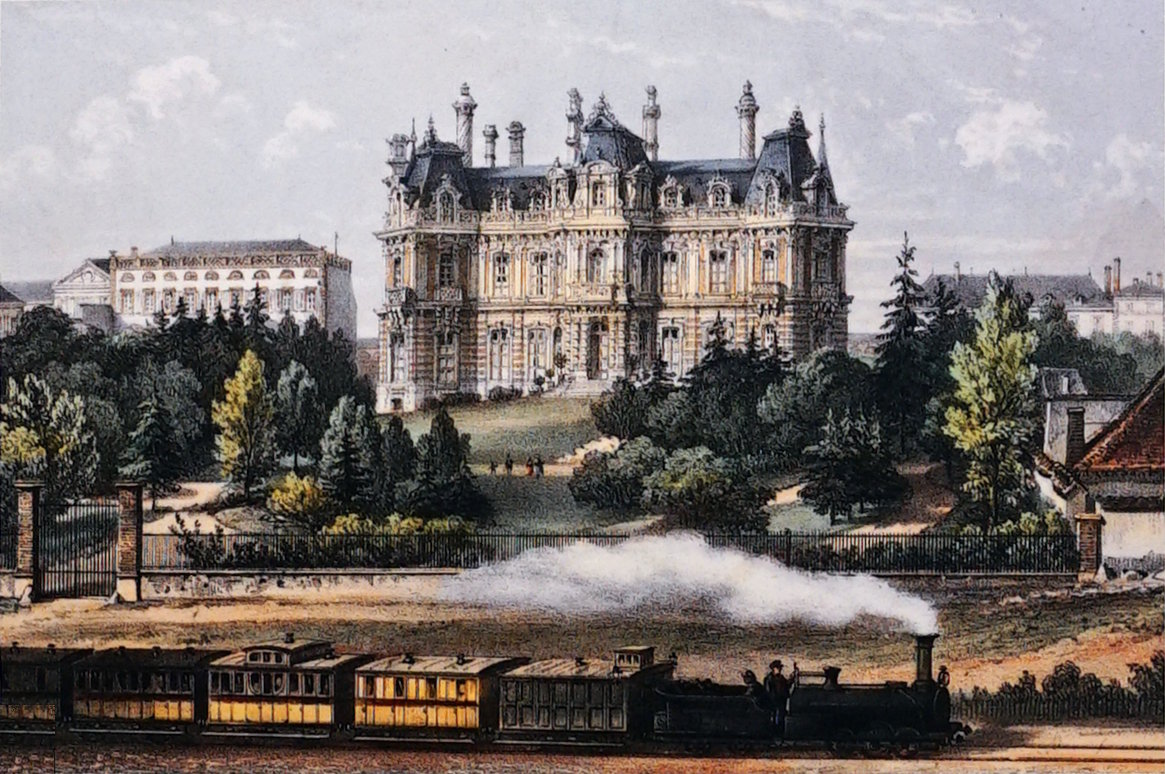
Vue du jardin au XIXe siècle par Charles Fichot.
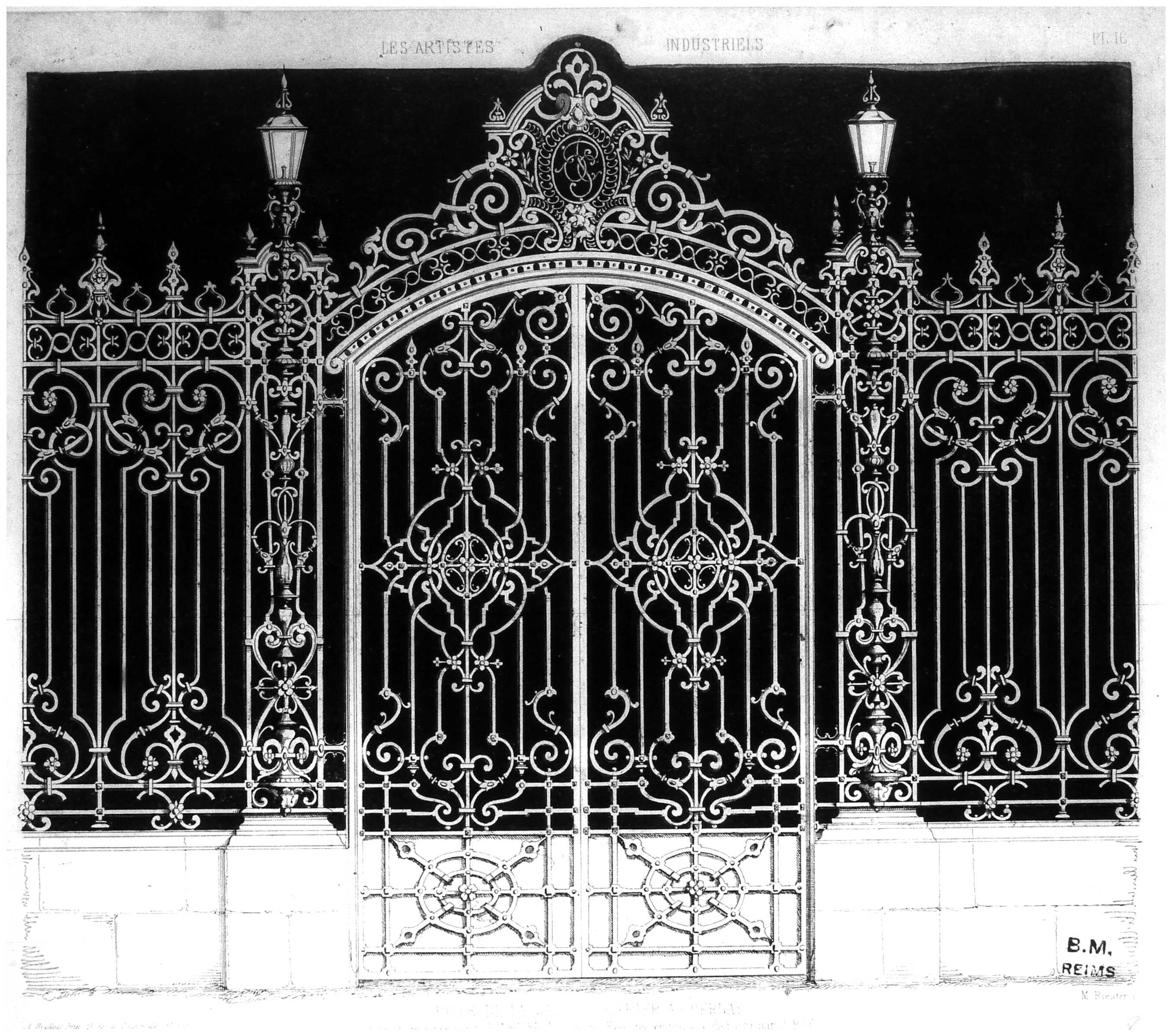
Grille.
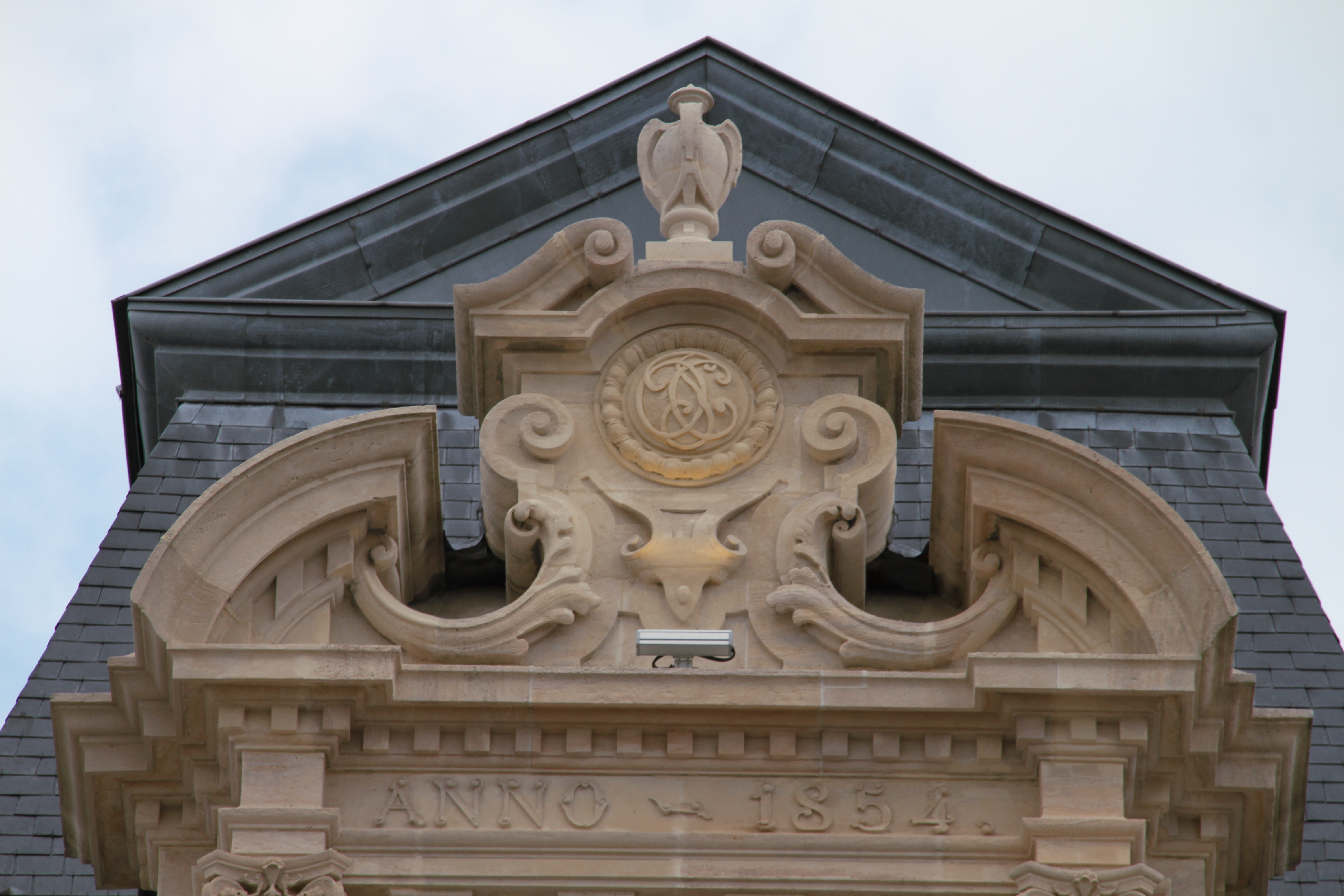
Fronton et inscription.
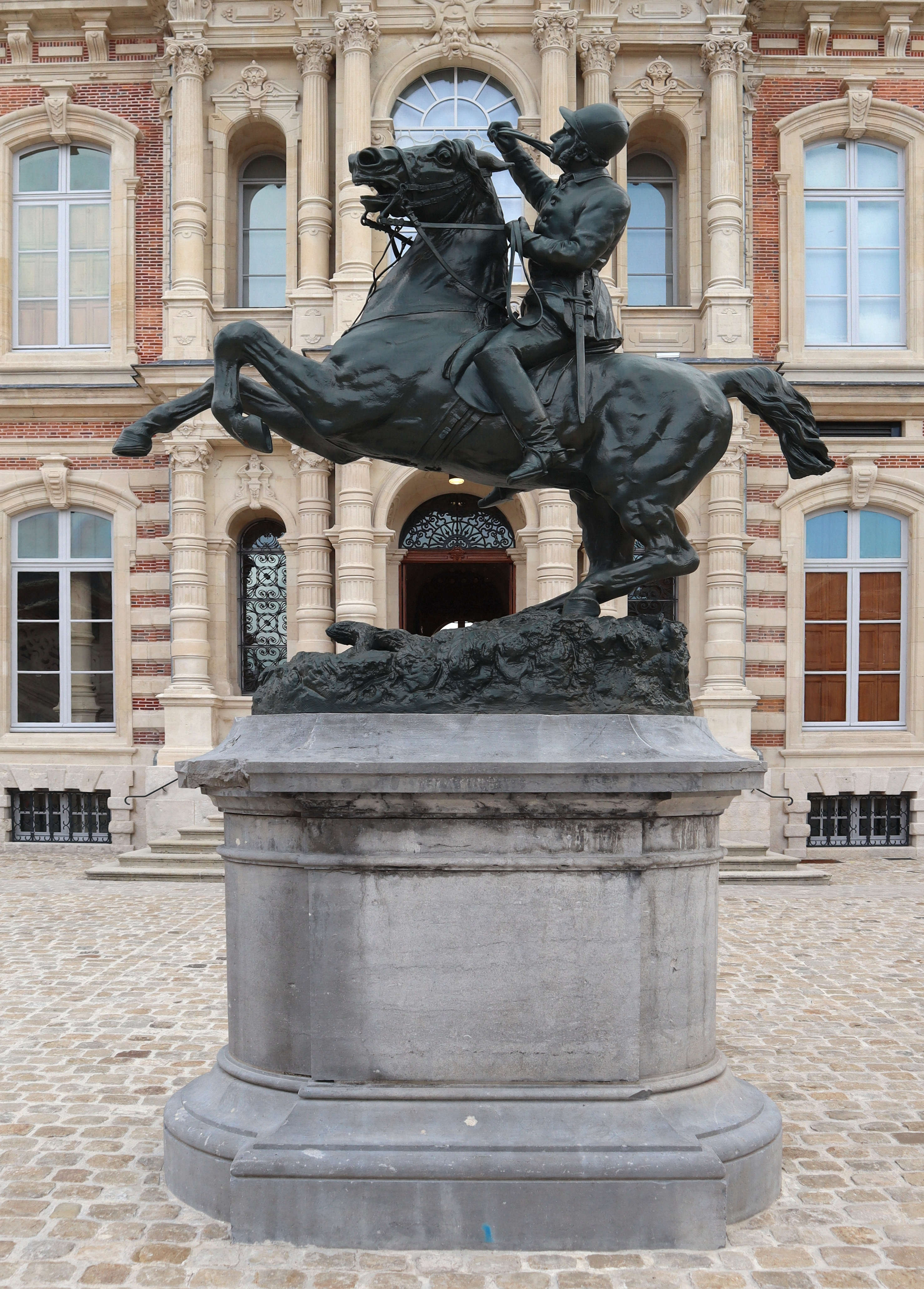
Statue équestre devant le château.

### Château Gallice
À la mort de Charles Perrier et de sa femme Octavie en 1878, c'est Henri Gallice, le neveu d'Octavie qui hérite du château. Il prend alors le nom de château Gallice. 
Henri Gallice est passionné de cheval et de chasse, c'est à lui que l'on doit la présence de la statue en fonte appelé « le Veneur » réalisée par le sculpteur Pierre Le Nordez.  
Durant la Première Guerre mondiale, les caves du château servent d’hôpital militaire. Des inscriptions italiennes retrouvées dans le château témoignent de cette occupation. Au cours de l’année 1917, Henri Gallice abandonne la gestion courante de la maison.      
Pendant la Seconde Guerre mondiale, il est successivement le quartier général des armées britannique, allemande et américaine. La Royal Air Force loue le château de 1939 à 1940.  

### Installation du musée d'Épernay
En 1942, le conseil municipal d’Épernay décide d’acquérir le château pour y installer le musée municipal et la bibliothèque, la signature est actée le 16 septembre 1943 et le château retrouve son nom d’origine : château Perrier. Désormais, le rez-de-chaussée accueille la bibliothèque, le 1er étage le musée d’histoire du champagne et des travaux des champs, et les combles le musée de la préhistoire.  
La bibliothèque est déplacée en 1995 et le musée est fermé en 1998. L'ouverture du nouveau musée, le musée du vin de Champagne et d'Archéologie régionale, était prévue pour l'automne 2020 mais ne se fit que le 29 mai 2021 à cause de la crise du COVID.

## Architecture
Le château Perrier est une demeure entre cour et jardin, composée d’un bâtiment principal et de deux dépendances. L’ensemble reprend la formule classique des hôtels particuliers parisiens du XVIIIe siècle. La propriété s’étend sur 57 m le long de l’avenue de Champagne, elle est composée d’une grille néo-XVIIIe, de deux pavillons sur rue et d’un bâtiment central. Sous les Perrier, le pavillon Est accueillait les écuries puis la réserve du musée. La pavillon Ouest mène à un vaste espace conduisant à l’escalier d’accès aux caves. Il était occupé par le logement du concierge et le magasin d’expédition puis les réserves du musée. 

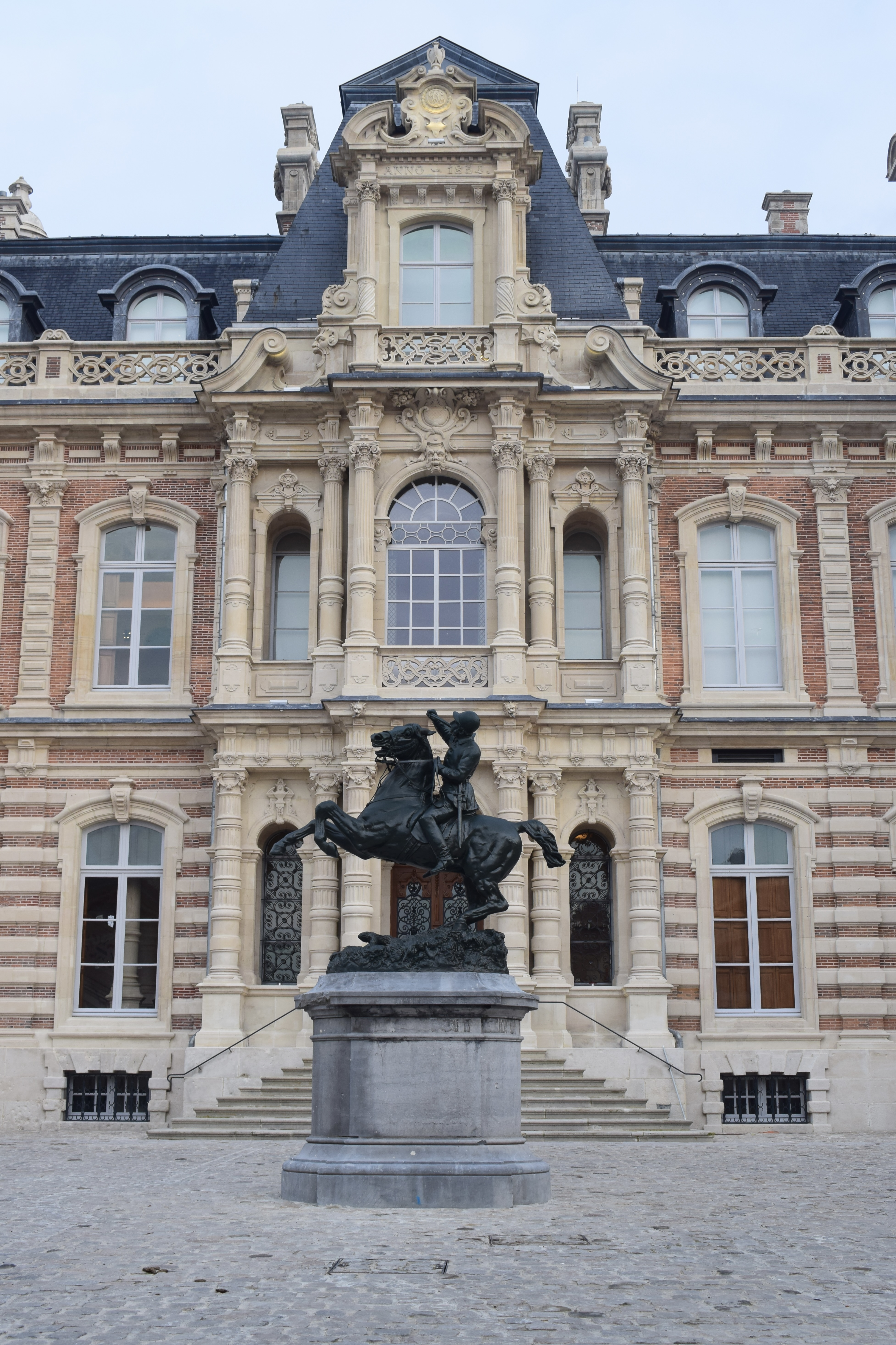
Le Veneur dans la cour.
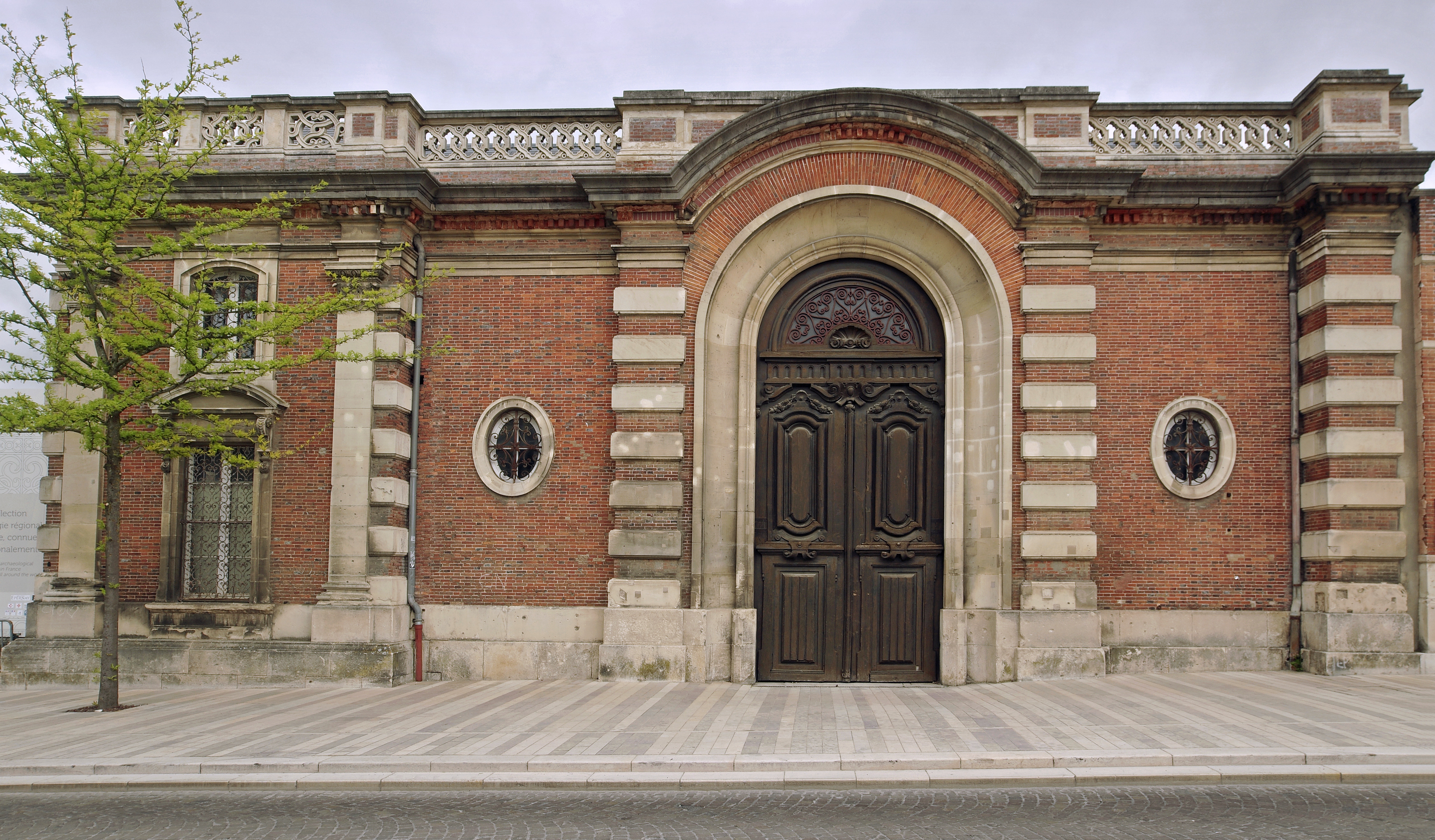
Pavillon est.
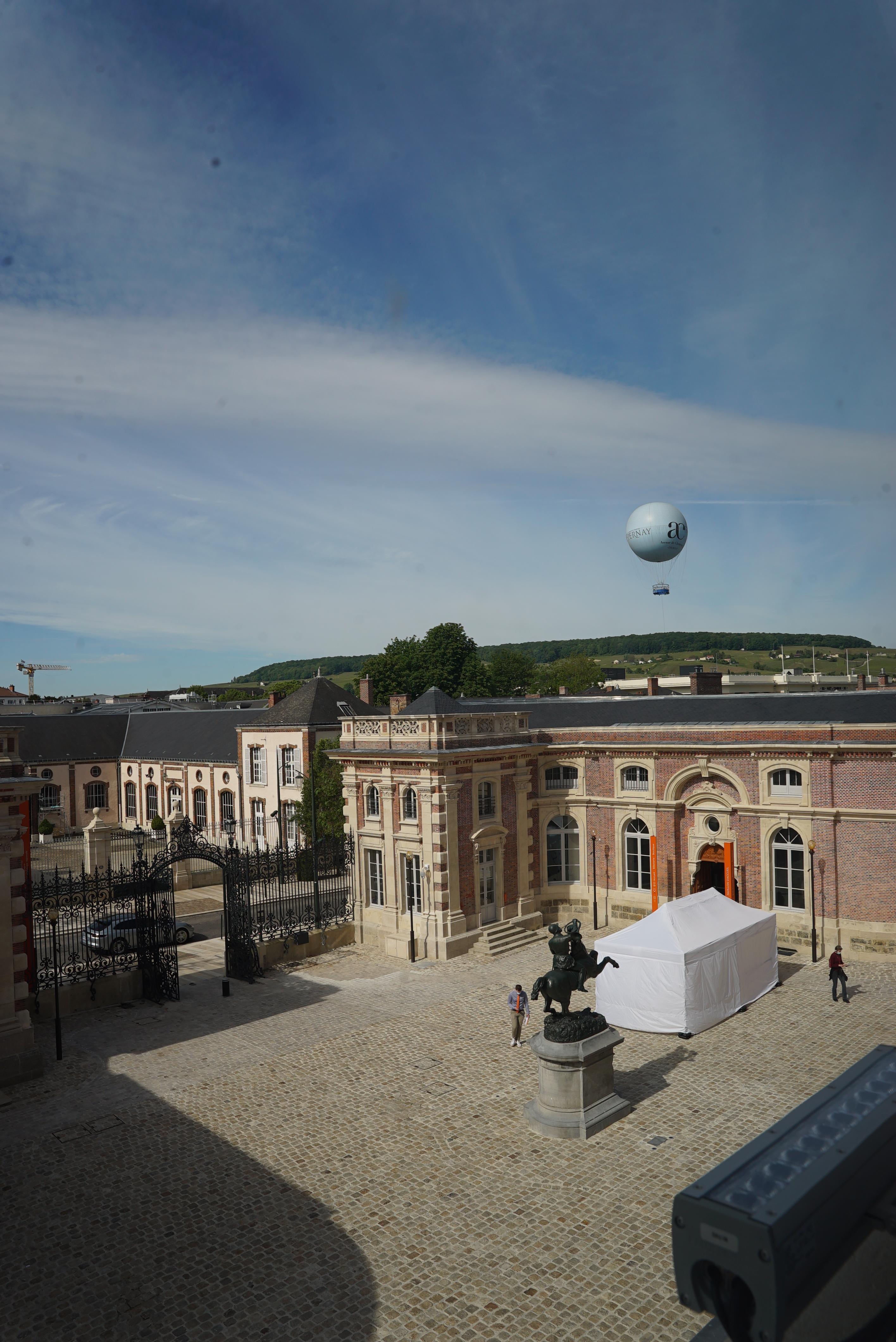
Cour et pavillon ouest.

Le château Perrier est un édifice spectaculaire, qui par son emplacement, son volume, est l’illustration de la réussite sociale et professionnelle d’un négociant ; il comporte quatre-vingt seize pièces, 4 200 mètres carrés de superficie. À la même époque, d'autres industriels font également construire de riches demeures comme vitrines de leur réussite : la Veuve Clicquot fait construire le château de Boursault, James Rotschild, le château de Ferrières.

### Style
Le château est un exemple de l'éclectisme, il mélange en effet plusieurs styles architecturaux. Le château Perrier est construit dans un style néo Louis XIII. Le style Louis XIII se traduit au travers de la polychromie des façades, l'alternance de brique et de pierre blanche et par la présence de hautes toitures d’ardoises. Les références à la Renaissance italienne sont également très nombreuses, elles se traduisent notamment dans la mise en place du bossage et par la profusion de décors sculptés. C’est l'un des premiers châteaux de ce style, qui allie polychromie et sculpture. 
Le château a la particularité d'avoir quatre façades de styles différents. Malgré tout, on observe une unité d'ensemble grâce à la polychromie, au bossage et à la balustrade qui se retrouvent sur chacune des façades. L'étage est en brique ; ses pilastres et encadrements de baies sont eux en pierre de taille. Deux grandes cheminées cylindriques, mêlant brique et pierre en spirale, sortent de la toiture en ardoise. Les communs, en deux bâtiments, sont également composés d'un remplissage en brique et de soubassement, colonnes et encadrements de baie en pierre calcaire.

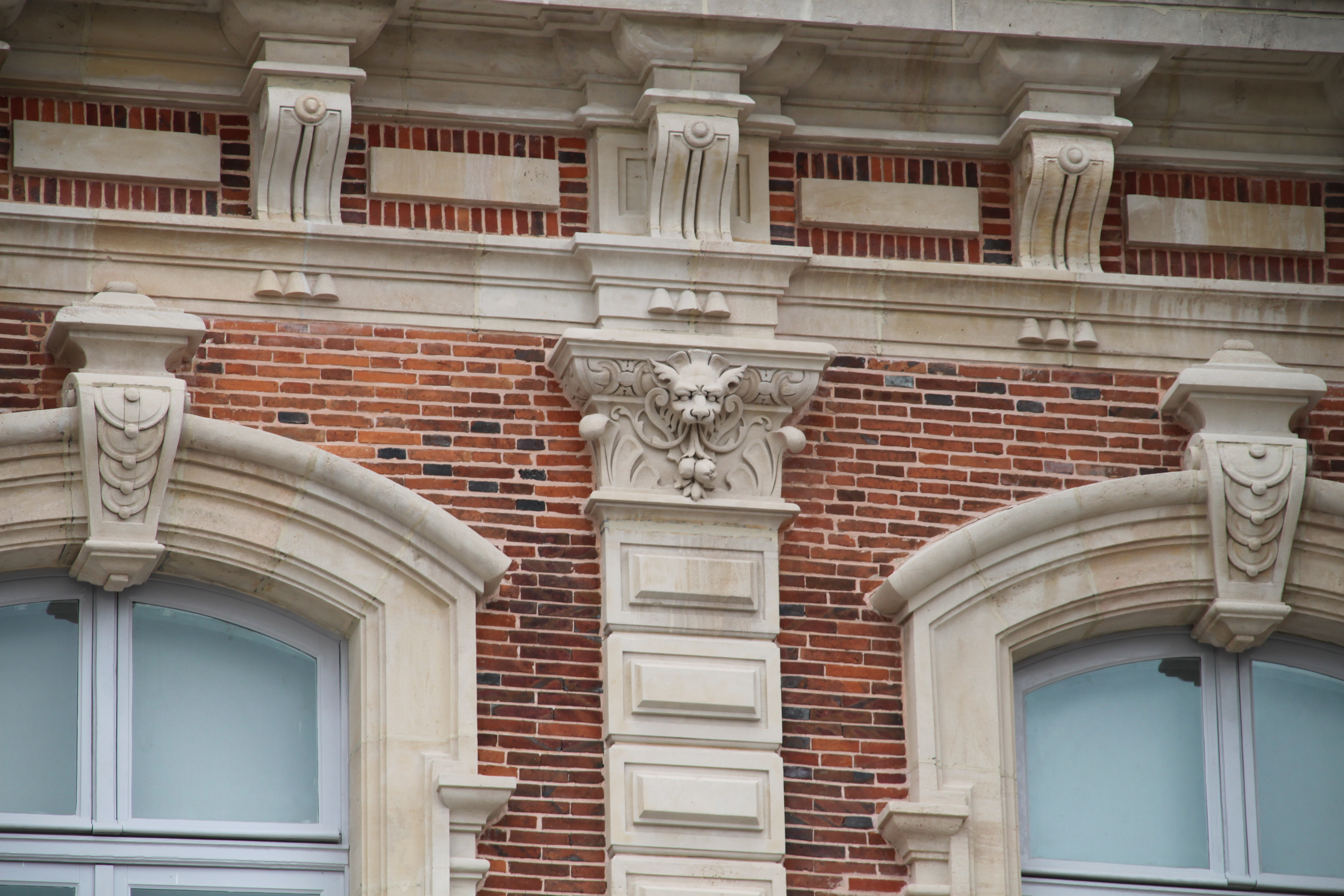
En façade.
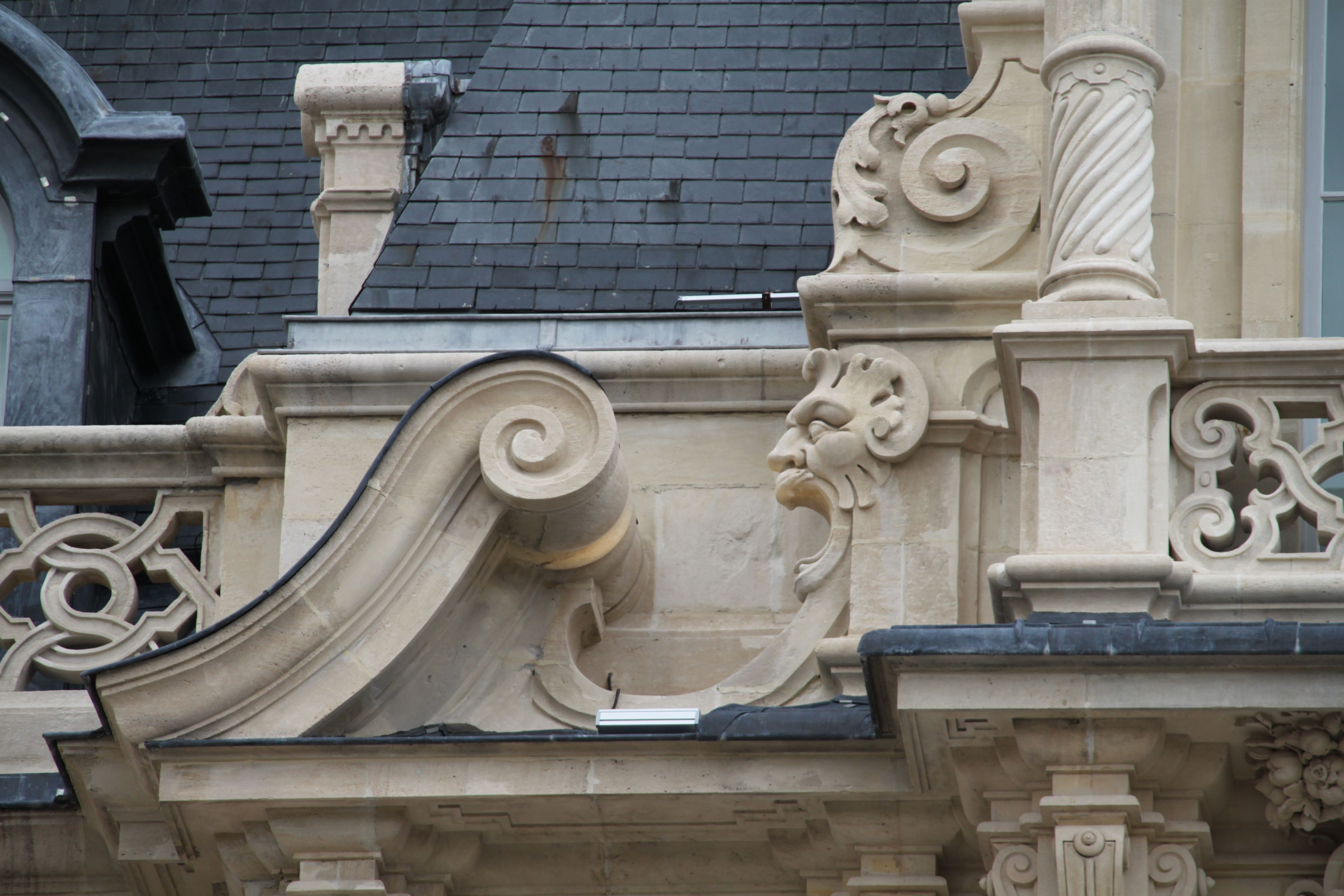
Idem.
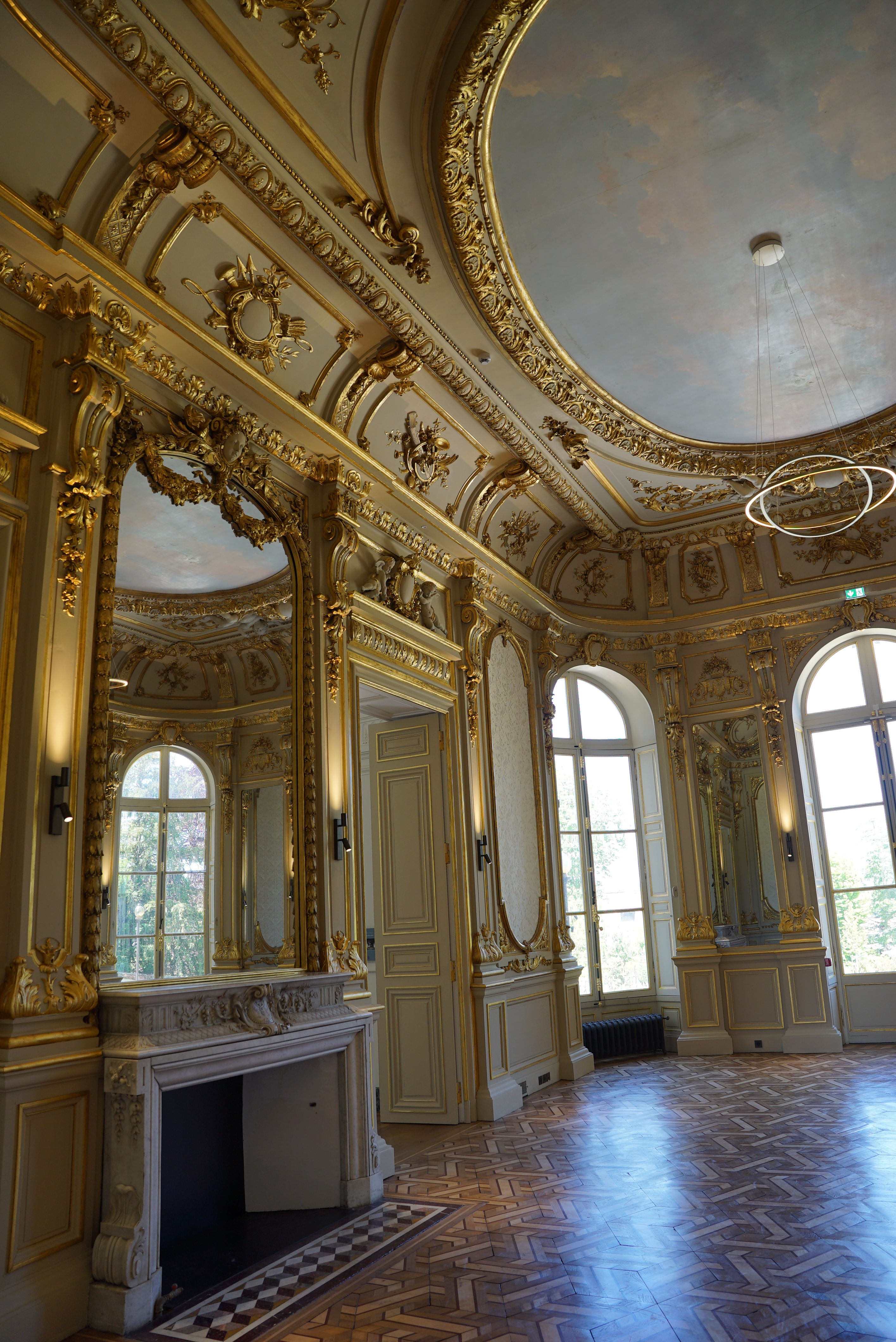
Cheminée du grand salon du rez-de-chaussée.
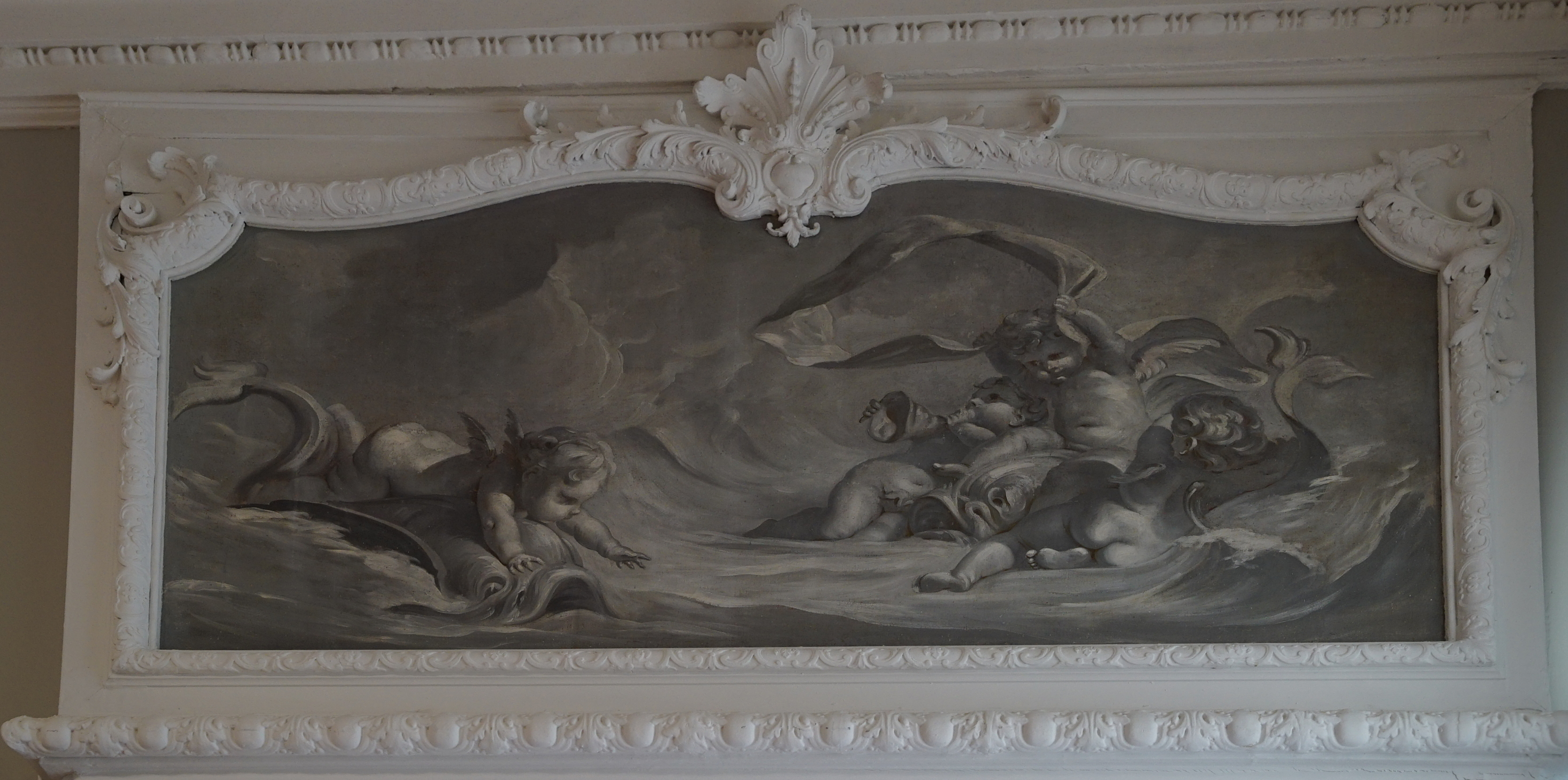
Grisaille de la chambre d'honneur au 1e étage.

### Intérieur

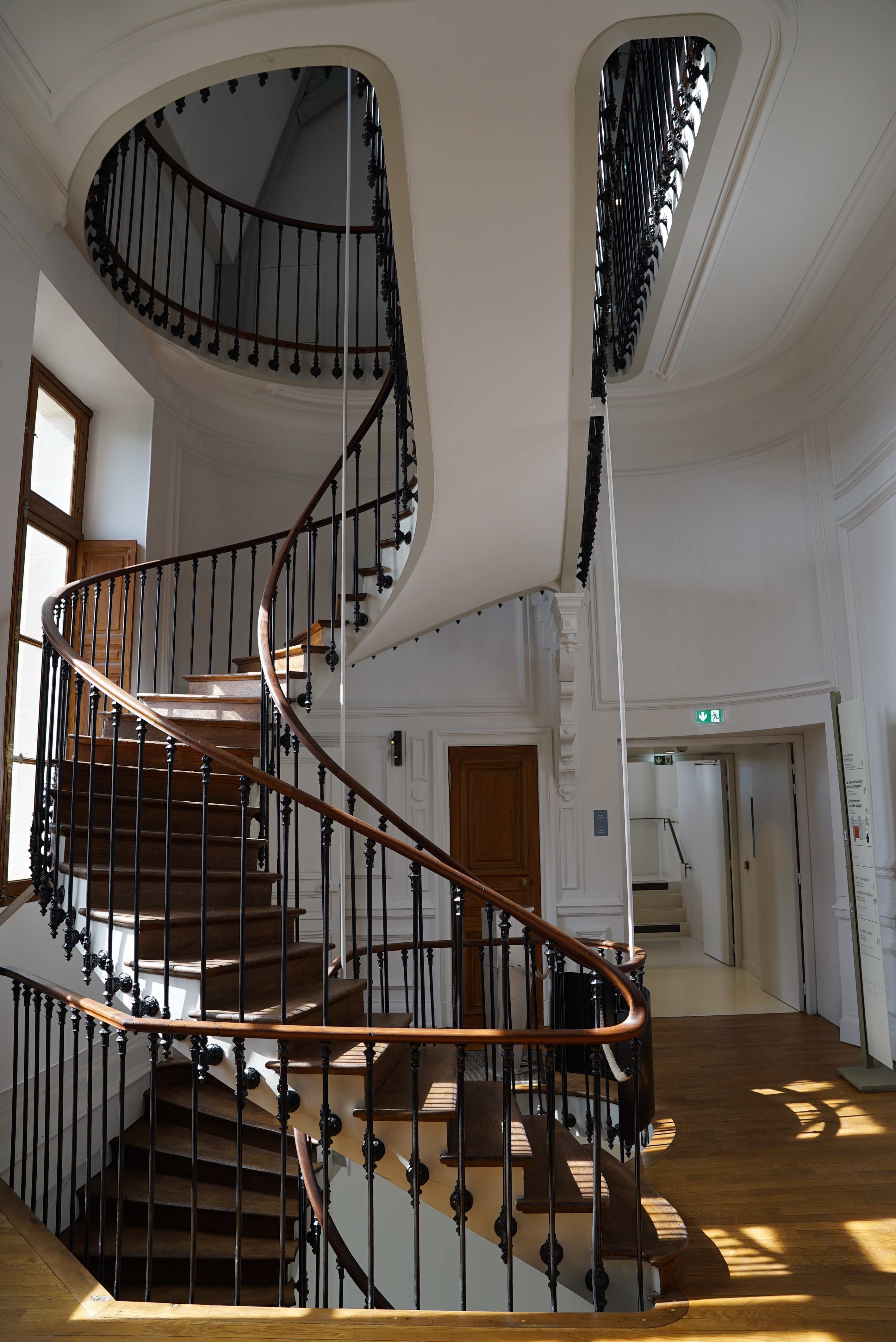
L'escalier suspendu.

Du vivant des Perrier, le rez-de-chaussée accueille les pièces de réception, l’étage est réservé à la vie privée, les domestiques logent à l’entresol, les combles sont vides. 
Les archives nous apprennent que Michel-Victor Cruchet (1815-1899), sculpteur ornemaniste, était chargé de « l’habillage » des intérieurs du château, c’est depuis son atelier parisien que sont envoyés durant l’année 1856 en vingt voyages les ornements du château, soit un total de 5 614 kg de sculptures[réf. nécessaire]. 
Dès le hall d'entrée, les références à l'Antiquité et à la Renaissance sont nombreuses : copies de statues dont la copie de l’Artémis de Gabies, mosaïque à rinceaux végétaux colorés sur fond blanc, pilastres et rinceaux. 
Ce hall s’ouvre sur le grand salon. C’est un espace pour recevoir amis et clients. Il est éclairé par trois larges fenêtres courbes qui ouvrent sur le jardin et sur la Montagne de Reims. Le sol est un sol en marqueterie de quatre essences de bois. Le décor du Grand Salon reflète le goût du XVIIe - début du XVIIIe siècle que l'on retrouve dans les demeures royales comme à Versailles ou Fontainebleau.
Les demeures urbaines aristocratiques font référence au passé mais avec une nécessité de confort : chauffage, ascenseur. L’ascenseur de Charles Perrier est installé en 1877, il s'agit de l'un des premiers ascenseurs privés en France.

### Caveau

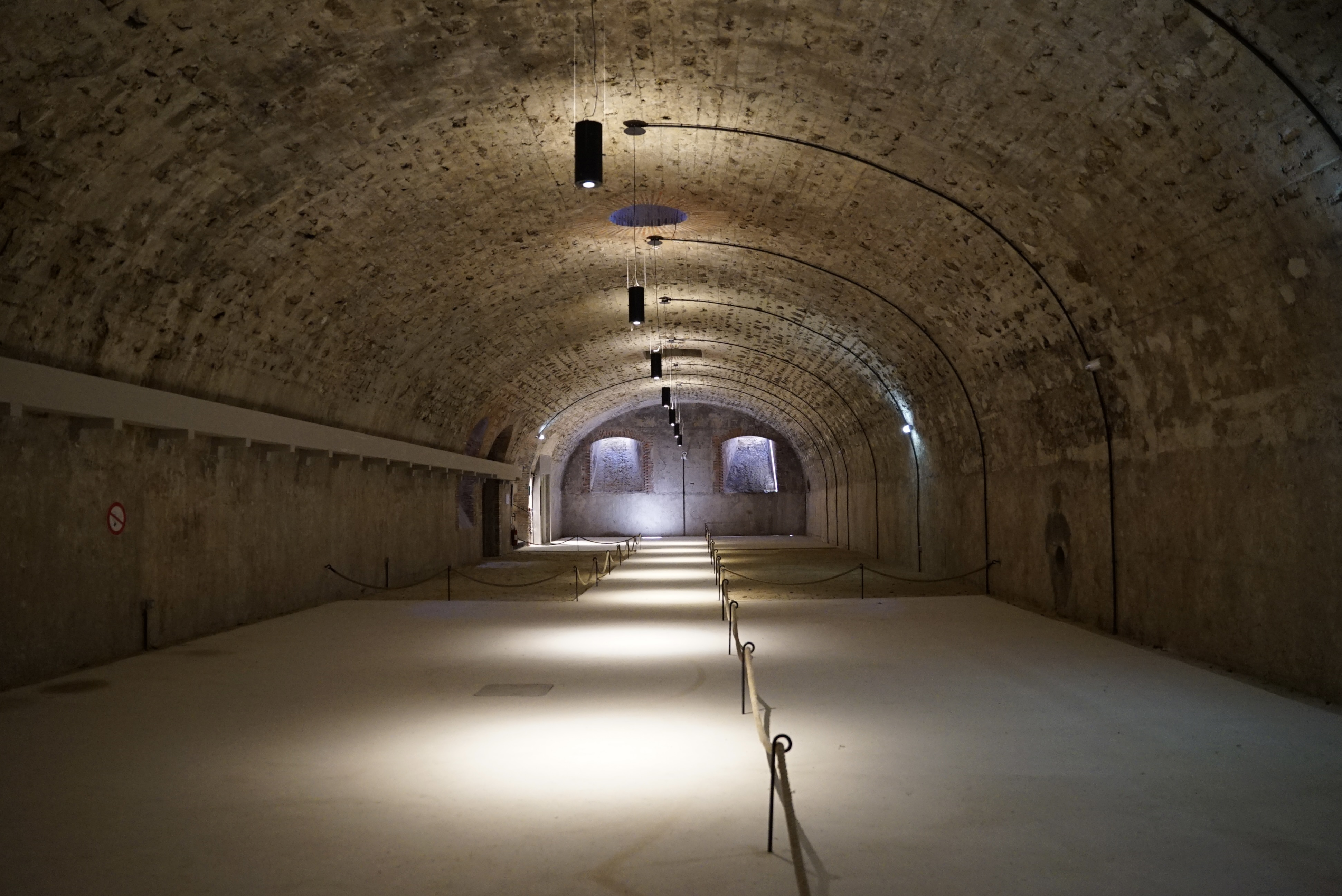
Le caveau.

Le château Perrier est au XIXe siècle un lieu de stockage et d'élaboration du champagne.

## Jardin
Au moment de la construction du château, le jardin s’étendait jusqu’à la voie de chemin de fer. 
À cette date, se trouvaient dans le jardin : une roseraie, des serres dont deux serres chaudes, une serre tempérée et une serre froide, une orangerie, un rocher et une grotte en rocaille, un kiosque et un ruisseau artificiel. De nombreuses plantes exotiques étaient cultivées dans les serres : 28 espèces d’ananas, 271 espèces d’orchidées tropicales, 52 espèces de palmiers, des camélias, des caféiers, des palmiers et des cocotiers.  
Le jardin reçoit ainsi plusieurs prix. En 1848, une médaille d’encouragement est décernée au jardinier du château par la Société d'agriculture, commerce, sciences et arts du département de la Marne. En 1851, une médaille d’or est décernée à Charles Perrier et une médaille d’argent à son jardinier par la Société d’agriculture, commerce, sciences et arts de la Marne. Actuellement il est de 7 500 m2.

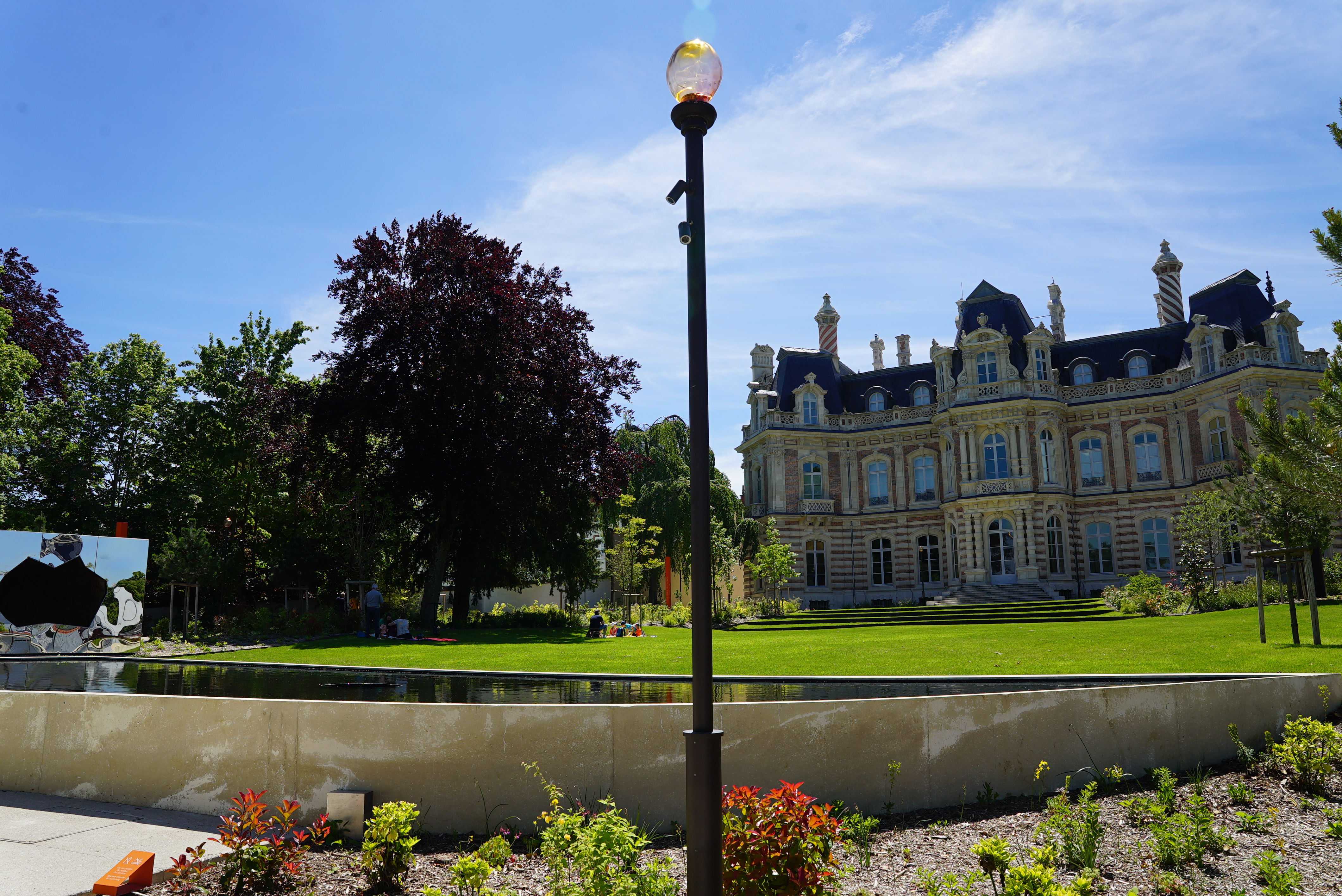
En 2021.
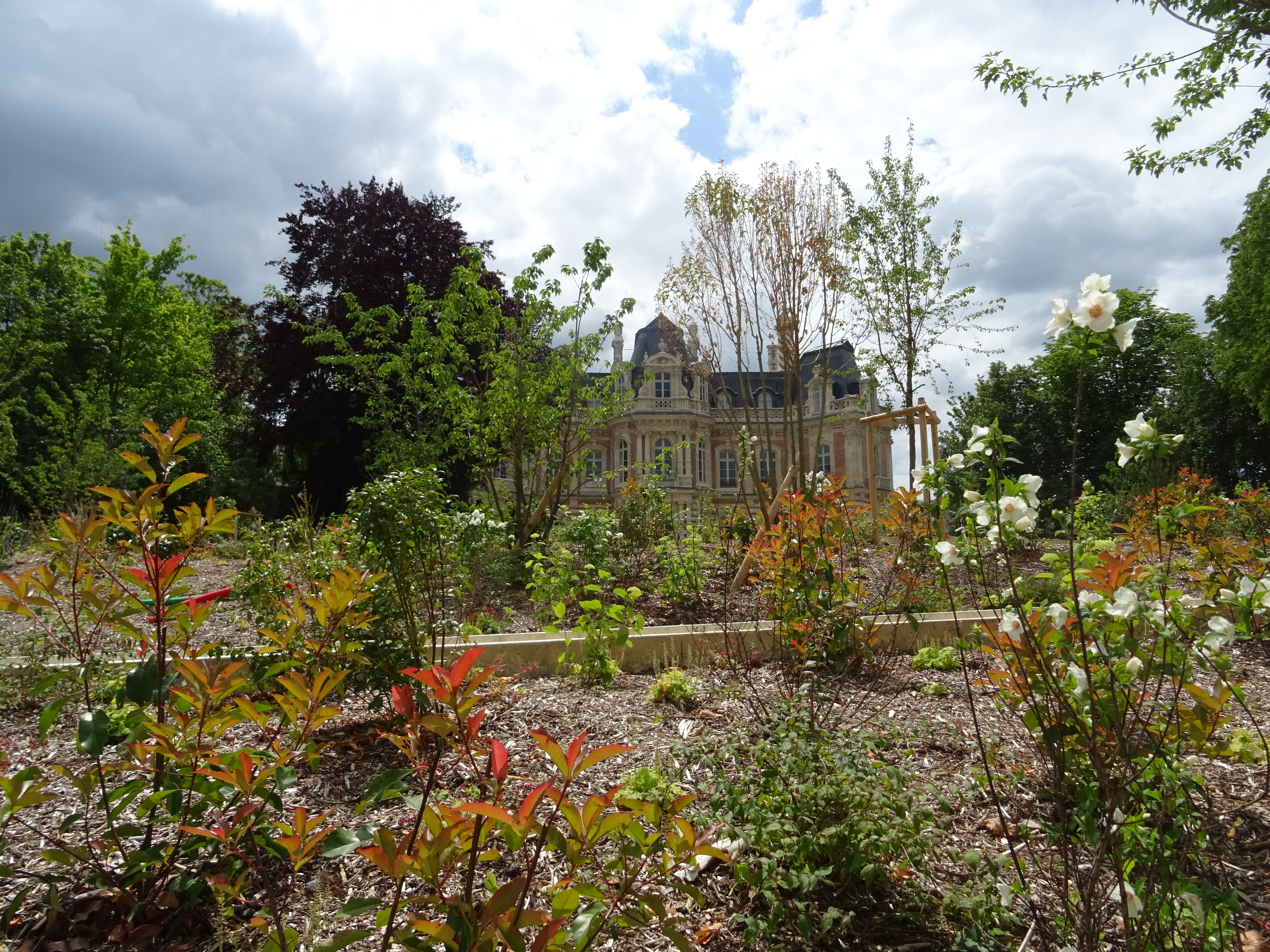
En 2020.
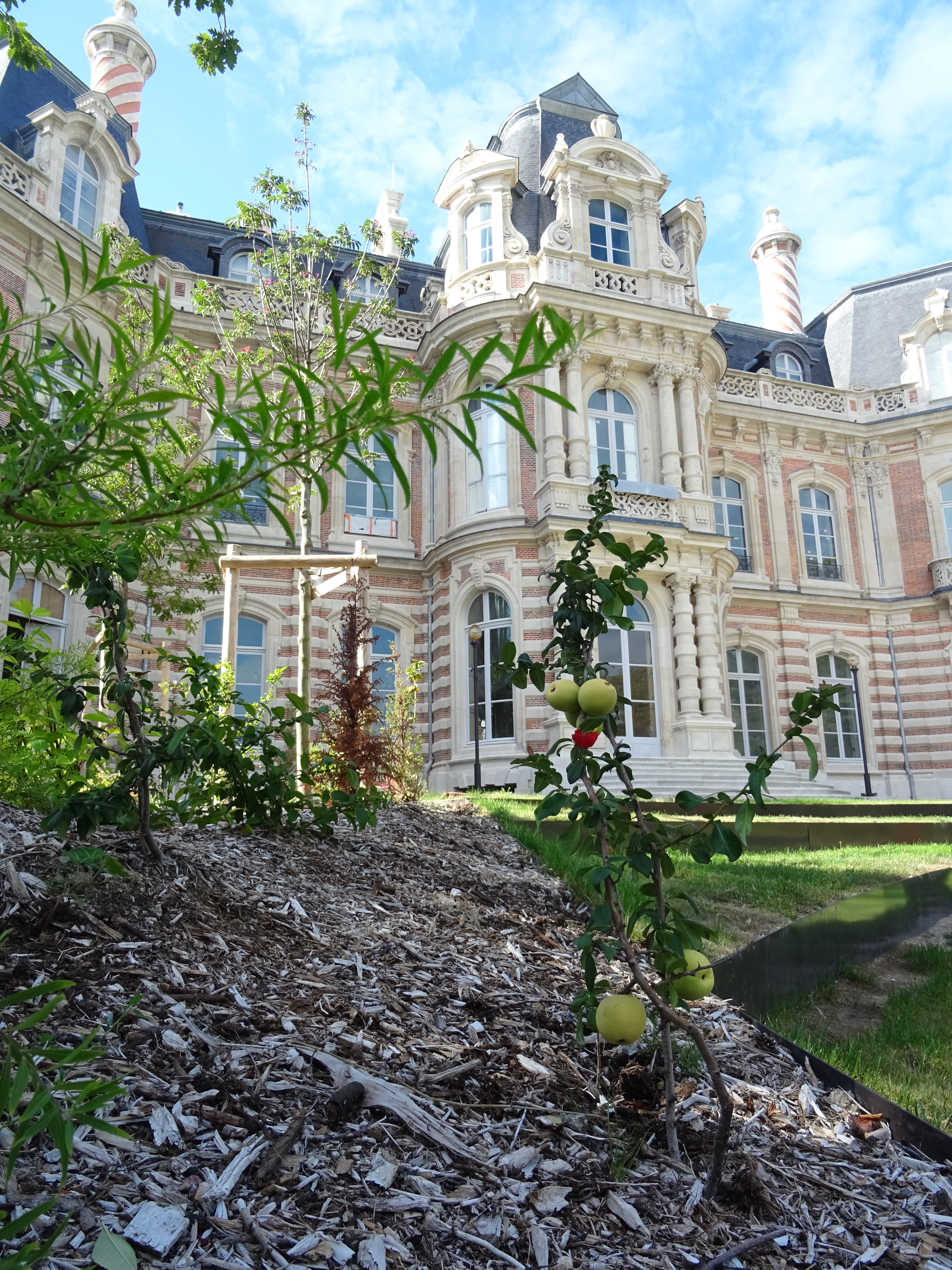
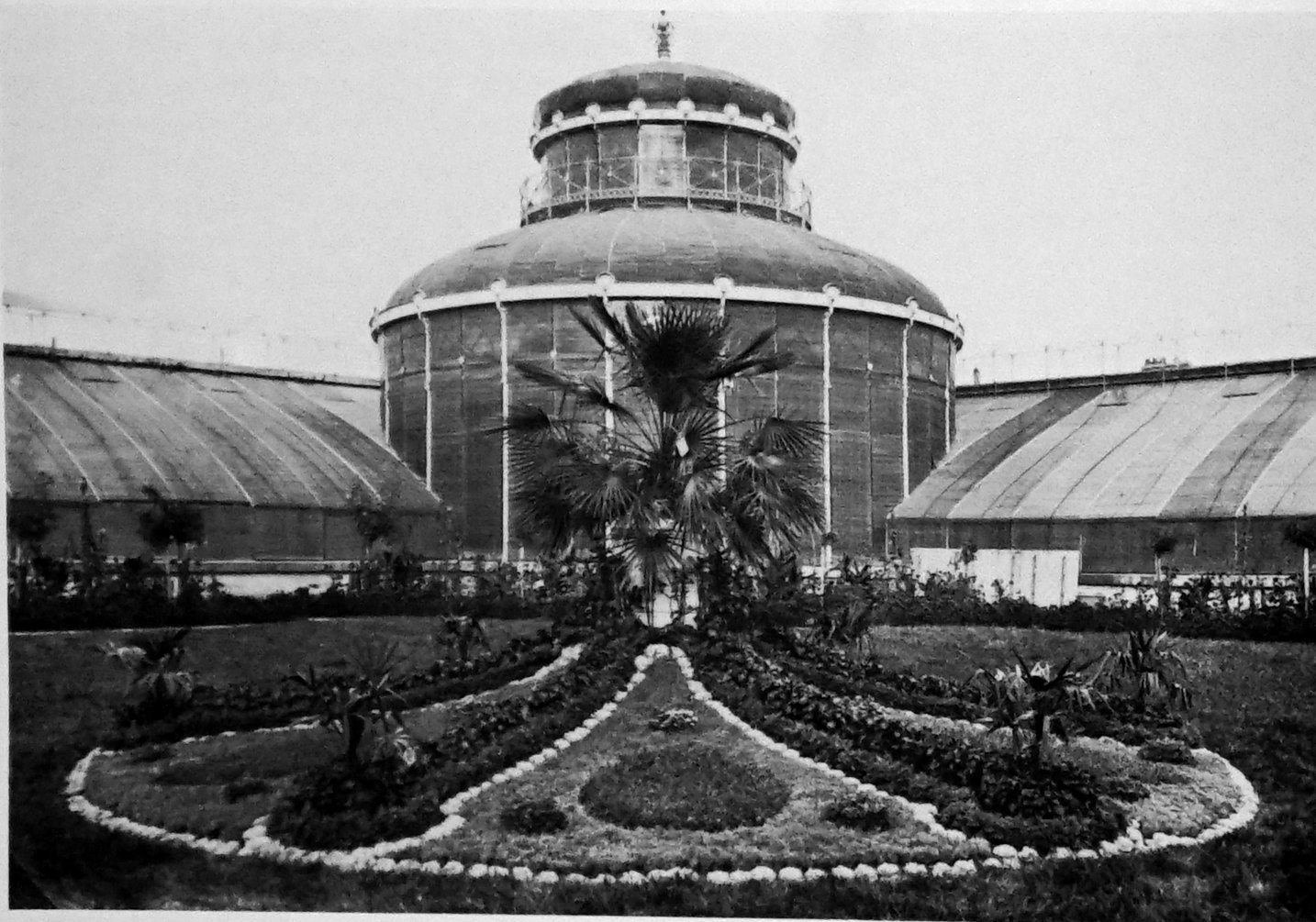
Serres disparues.

## Musée
Le musée d'Épernay a été créé en 1893 après une importante donation d'objets d'art et de trouvailles de fouilles archéologiques. 
En 1950, la Ville décide de transférer le musée au château Perrier. En 1960, il a été confié à Georges-Henri Rivière, créateur du Musée des Arts et Traditions populaires, le soin de concevoir un musée d'ethnographie viticole de la Champagne.